# Fernando de Rojas
Fernando de Rojas (La Puebla de Montalbán, Toledo, c. 1465 - Talavera de la Reina, Toledo, 1541) fue un escritor español, aunque en algunas ocasiones se le ha calificado de dramaturgo por la naturaleza dialogada de la única obra que se le ha atribuido, La Celestina; sin embargo, carece de algunos elementos esenciales del género dramático, lo que ha ocasionado numerosas discusiones sobre a qué género literario pertenece. Si bien Fernando de Rojas ha pasado a la historia de la literatura como autor de La Celestina, para sus coetáneos fue fundamentalmente un jurista muy valorado en Talavera de la Reina (en la Provincia de Toledo).

## Biografía
El grado universitario de Fernando de Rojas, su contribución a la obra y lugar de nacimiento los ofrece el acróstico de los versos que anteceden al texto literario: 

El Bachiller FERNANDO DE ROJAS ACABÓ LA COMEDIA DE CALISTO Y MELIBEA Y  NACIÓ EN LA PUEBLA DE MONTALBÁN.

Pero si La Celestina entraña tantos problemas que es fuente inagotable de interpretaciones incluso contrapuestas, el origen familiar y juventud de Fernando de Rojas tampoco está exento de controversias dada la ausencia de datos unívocos en algunos de los documentos conservados. Por un lado, una corriente de opinión —con el profesor estadounidense Stephen Gilman como fuente principal— ofrece una imagen judaica de Fernando de Rojas. Según Gilman, habría nacido en Toledo en 1476 en el seno de una familia de judíos conversos y probablemente criptojudíos, que reaparece en posteriores procesos inquisitoriales por mantener el judaísmo a escondidas de la Inquisición; su padre habría sido Hernando de Rojas, condenado a la hoguera en 1488; Rojas habría ayudado a miembros de su familia, los llamados marranos o criptojudíos (anusim en la literatura rabínica), afectados por las persecuciones de la Inquisición, e incluso él mismo habría estado bajo sospecha, según infiere Gilman del proceso inquisitorial incoado a su suegro Álvaro de Montalbán. Por otro lado, se alinean los estudiosos —caso del catedrático de la UCM Nicasio Salvador Miguel— que juzgan sesgada esa interpretación de tales documentos, aportan argumentos refutándola, defienden que es hijo del hidalgo Garci González Ponce de Rojas y Catalina de Rojas y no dudan del nacimiento de Fernando de Rojas en La Puebla de Montalbán. Muestran a Rojas como hidalgo a la vez que converso de cuarta generación, libre de persecución inquisitorial e integrado en la vida ciudadana y ortodoxia cristiana, condición sin la cual no hubiera podido alcanzar la dignidad de Alcalde Mayor ni ocupar los cargos públicos que desempeñó en una villa dependiente del señorío del Arzobispado de Toledo como era Talavera de la Reina.
De su infancia y adolescencia no existen noticias. Acaso, como sugieren los profesores Gilman, Russell y Salvador Miguel, haya algún eco de sus vivencias en el auto XII de la Celestina, cuando Sempronio y Pármeno aluden a la iglesia de San Miguel (en La Puebla de Montalbán había una bajo la advocación de este arcángel y en ella fueron enterrados Garci González Ponce de Rojas y Catalina de Rojas), a "Mollejas el hortelano" (por ser propiedad de la familia una huerta en La Puebla denominada "huerta de Mollejas") y a los frailes de Guadalupe (con los que pudo cursar la enseñanza primaria y secundaria y a los que concederá una manda en su testamento).
Aunque tampoco existen documentos que acrediten que estudiara Derecho en la Universidad de Salamanca, se deduce que así fue por los paratextos preliminares de la obra: en "El autor a un su amigo" se identifica como "jurista", en los versos acrósticos (estrofa 7) dice que "vio en Salamanca la obra presente" y que la "acabó" "en vacaciones", y en el acróstico se denomina "bachiller" (equivalente hoy, aproximadamente, a licenciado). Es dudoso, aunque es razonable suponerlo, que Rojas cursara el Bachillerato en Artes previamente al Bachillerato en Leyes (lo cual era preceptivo en otras universidades pero no en la de Salamanca, que en aquellos años solo lo exigía para los médicos y los teólogos). Como el Bachillerato en Leyes duraba seis años y en el acróstico a partir de la edición toledana de 1500 figura como bachiller, Rojas tendría unos 24 o 25 años cuando terminó sus estudios y algo menos cuando escribió, total o parcialmente (asunto este muy debatido por la crítica), la Celestina en su versión de 16 autos titulada Comedia de Calisto y Melibea.
Cabe preguntarse si una vez terminados sus estudios hacia 1499-1500 permanecería algún tiempo en Salamanca o establecería su residencia en La Puebla de Montalbán, en donde su padre tenía posesiones y bienes. Lo que sí consta documentalmente es que se desavecindó de su pueblo natal para avecindarse en Talavera de la Reina en 1508 porque el Señor de La Puebla, como a todos los demás hidalgos de la villa, le imponía la obligación de tributar (los hidalgos estaban exentos de tal obligación).  Por estos años posiblemente se ocupara de la conversión de la Comedia de Calisto y Melibea en 16 autos en Tragicomedia de Calisto y Melibea en 21 autos (respecto a la autoría de esta nueva versión y el año en que se pudo producir tampoco hay unanimidad de criterio). De este periodo de ocho años se conservan tres ediciones de la Comedia de Calisto y Melibea (Toledo 1500, Sevilla 1501 y Burgos 1499-1502?) y uno de la Tragicomedia de Calisto y Melibea (Zaragoza 1507), más la traducción de esta al italiano (Roma 1506), si bien los especialistas postulan que su número debió de ser mayor. Las seis ediciones con la data de 1502 en su colofón rimado son en realidad posteriores y salieron de las prensas cuando Fernando de Rojas ya había abandonado La Puebla de Montalbán y vivía en Talavera de la Reina. Ninguna lleva su nombre en la portada.

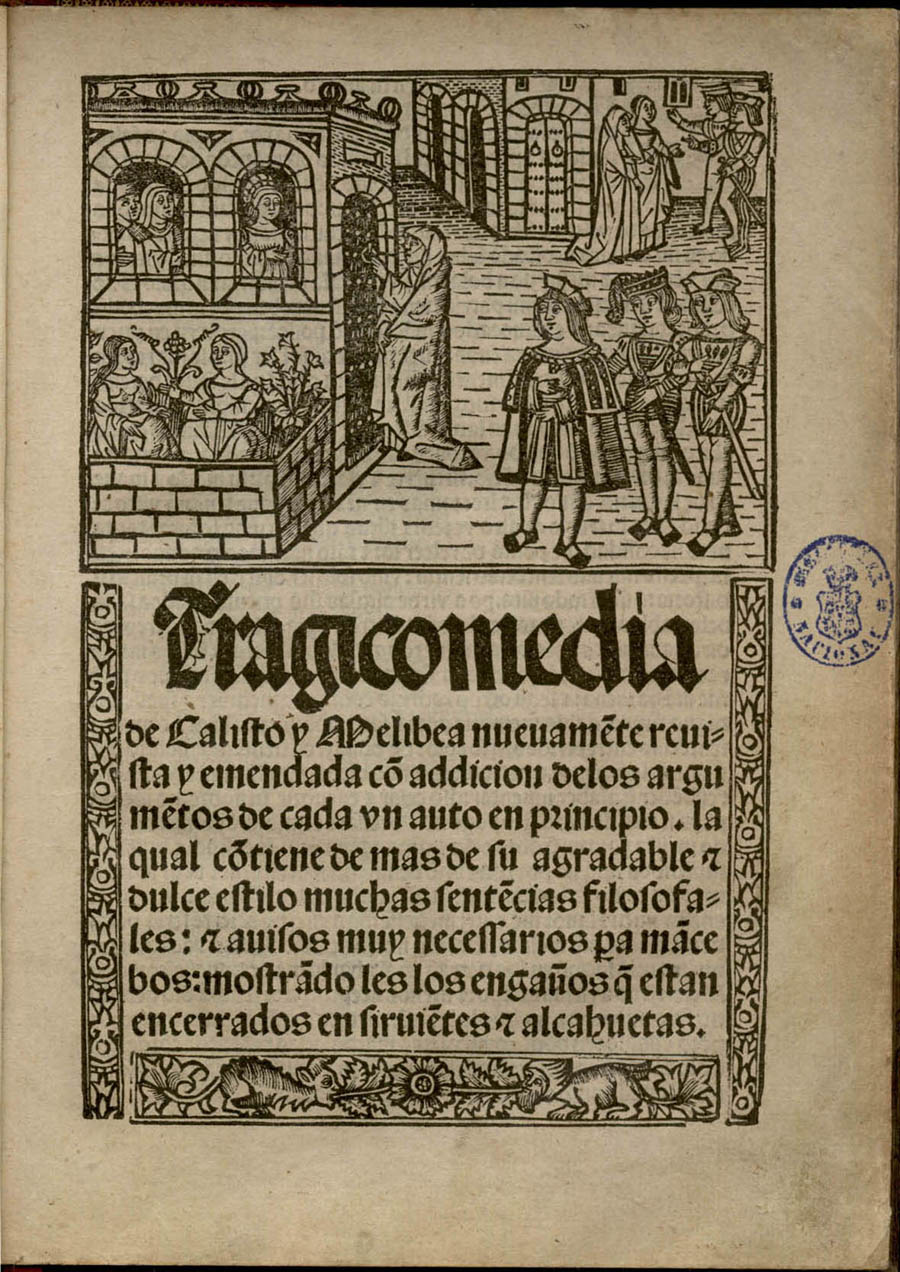
Portada de La Celestina en su versión definitiva de Tragicomedia de Calisto y Melibea. Edición de Valencia 1514 (Biblioteca Nacional de España)

De su vida como jurista profesional en Talavera de la Reina sí hay pruebas documentales —bastantes y concretas— procedentes del Archivo Municipal de Talavera y del archivo personal de don Fernando del Valle Lersundi, descendiente directo de Fernando de Rojas: actas, resoluciones, sentencias, recibos, testamento, inventario de bienes... Consta que en 1508 ya estaba establecido en esta población. En 1508, 1511, 1523 y 1538 ejercía de Alcalde Mayor (cuya función consistía en administrar justicia y dictar sentencias en pleitos civiles), lo cual era el privilegio u honor más sobresaliente de esta villa episcopal; en 1511 pasó en Toledo 17 días tratando con el Arzobispo de Toledo, a la sazón el Cardenal Cisneros, de los conflictos de Talavera y su Tierra con la Chancillería de Valladolid; en 1517 actuó como testigo de la defensa de Diego de Oropesa en su proceso inquisitorial; en 1525-1527, 1535 y 1539-1540 ocupó el cargo de Letrado del Ayuntamiento; en 1521-1523 lleva pleitos de jurisdicción y deslindes territoriales. Asimismo prestó servicios a la Santa Hermandad y fue letrado y notario de familias eminentes.
Hacia 1512 se casó con Leonor Álvarez de Montalbán, hija del converso acusado de judaizante Álvaro de Montalbán que en 1525 pedirá infructuosamente al tribunal de la Inquisición que su yerno, que "compuso a Melibea", fuera su abogado defensor; entre 1513 y 1523 fue padre de cuatro hijos y tres hijas. Desde 1509 hasta su muerte perteneció a la Cofradía de la Concepción de la Madre de Dios. Gozó de gran prestigio social y de muy sólida economía según se evidencia en su testamento e inventario de bienes, que registra un capital cercano a los 400.000 maravedíes, suma muy respetable para la época, de los cuales casi un tercio correspondían a contratos de censos sobre casas y tierras (semejantes a los préstamos hipotecarios actuales sin que el deudor perdiera sus derechos sobre la propiedad gravada y negocio muy común en la época en toda Europa). A juzgar por los libros de su biblioteca, gustaba de jugar al ajedrez y de la lectura.
Sin embargo, vivió tan ajeno a los círculos literarios que no hay pruebas de que volviera a dejar señales de su talento literario, ni existen indicios de relaciones comerciales con impresores o libreros, ni ningún literato o comentarista de la Celestina de los siglos XVI y XVII lo relaciona con ella, pese a que hasta el día de su muerte habían salido de las imprentas unas treinta y cinco ediciones y hasta mediados del siglo XVII casi noventa, más traducciones al italiano, al alemán, al francés, al inglés, al holandés y al latín, todas anónimas (salvo una realizada en Madrid en 1632), sin el nombre del Bachiller en la portada ni en la página del título. En cambio, el suegro y los testigos que los descendientes del Bachiller aportan en tribunales de justicia cuando reclaman derechos, sí mencionan a Rojas y lo hacen expresamente con el epíteto "que compuso a Melibea", "que compuso el libro de Celestina", "que compuso a Celestina la vieja" o "que compuso a Celestina".
Murió en 1541 en Talavera de la Reina, entre el 3 y el 8 de abril, posiblemente el día 5, habiendo otorgado testamento el día 3 sintiéndose "enfermo del cuerpo y sano de la memoria, y estando como estoy en mi seso y entendimiento natural". Tendría unos 65 o 66 años. En el testamento manifiesta su ortodoxia cristiana y sus deseos post mortem: su entierro "en la iglesia del monasterio de la Madre de Dios de esta villa de Talavera" con hábito franciscano como mortaja, celebración de numerosas misas por su alma, donación de 2000 maravedíes "a la cofradía de la Concepción de la Madre de Dios, donde yo soy cofrade [...], para personas pobres y vergonzantes", y otras mandas pías. Ordena la devolución a su esposa de los 80.000 maravedíes de su dote matrimonial junto con la entrega de otros 20.000. Nombra herederos de sus "bienes e acciones e derechos" a los seis hijos que le quedaban en ese momento. Y lega a su primogénito, el también jurista Francisco de Rojas, "todos los libros de derechos e leyes que yo tengo" y a su mujer, Leonor Álvarez, "todos los libros de romance que yo tengo que no sean de leyes ni de derechos", entre los cuales se encontraban : Evangelios y Epístolas, Flos sanctorum, Retablo de la vida de Cristo, Viaje de la Tierra Santa, Triunfos de Petrarca, Crónica del Rey don Rodrigo, Fábulas de Ysopo, Cancionero general, las  Trescientas de Juan de Mena, Epístolas de Séneca, Libro de Axedrez, Libro de Primaleón, Libro de Platir, Libro de Amadís, Libro de Calisto, Libro de Esplandián, Propaladia, etc. hasta 49 volúmenes.

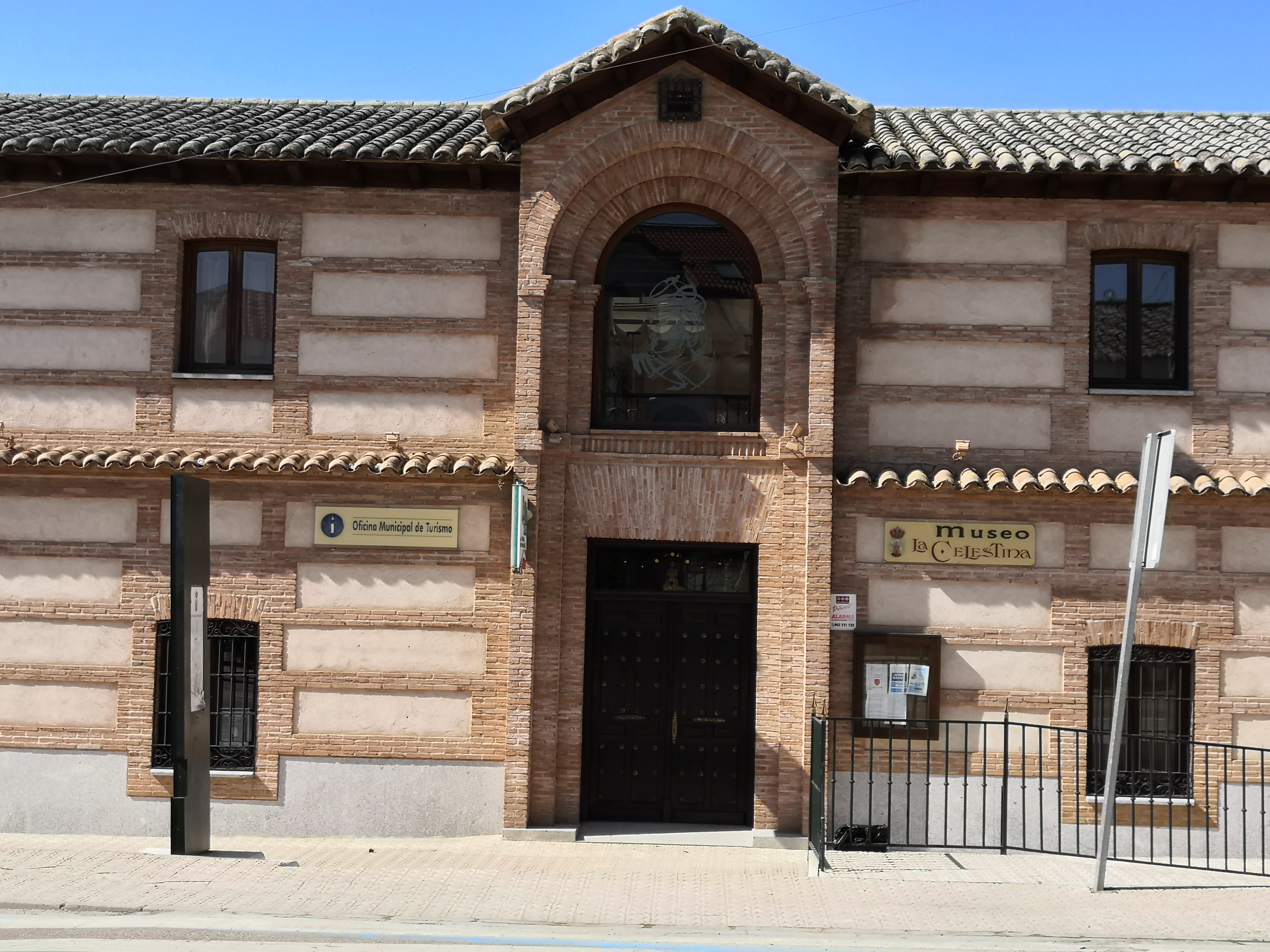
Fachada del Museo la Celestina, en La Puebla de Montalbán.

En mayo de 1936 llegó a Talavera el estudioso Luis de Careaga con ánimo de buscar los restos de Fernando de Rojas en la iglesia del monasterio de la Madre de Dios. Los encontró en un enterramiento en el centro del presbiterio al pie del altar, y, posteriormente, en presencia de autoridades y de los especialistas en antropología y medicina legal que habían identificado el cadáver, introdujo los huesos en una caja de cobre que depositó en el mismo lugar. En 1968, cuando era inminente la demolición del ya desmantelado edificio eclesiástico, los restos de Fernando de Rojas fueron trasladados al Ayuntamiento de Talavera, donde permanecieron hasta que en 1980 se colocaron en un nicho abierto en la pared del claustro de la Colegiata de Santa María que en su día lindaba con la casa en que murió Rojas. Talavera donó a La Puebla de Montalbán unos restos óseos que reposan en el interior de la estatua erigida ex profeso (sita en la plaza de la Glorieta) para tal fin y en homenaje a su ilustre hijo.
De su biografía se pueden colegir rasgos de su personalidad; pero se carece de testimonios fidedignos acerca de su imagen física, a no ser el juicio de los antropólogos forenses que examinaron sus restos cuando se exhumaron en mayo de 1936. Careaga constata que estimaron la longitud del esqueleto en un metro setenta y tres centímetros y su dentadura en perfecto estado. La edición valenciana de 1518 lleva un xilograbado al lado de los versos acrósticos que representa al Bachiller con indumentaria de autoridad judicial: traje talar, birrete y bastón de mando. La edición de Valencia de 1529 sustituyó este xilograbado del Rojas jurista y maduro por otro evocador de un Rojas joven y estudiante. Se desconoce la fuente primigenia del retrato imaginario de Fernando de Rojas que ilustra esta página de Wikipedia y que sirvió de inspiración al escultor Juan Cantero (2016) para realizar la estatua de bronce que le recuerda en la Plaza Mayor (denominada también Plaza del Pan) de Talavera de la Reina, al lado del Ayuntamiento.

## Fernando de Rojas como personaje de novela
Fernando García Calderón recrea la figura de Fernando de Rojas en su novela La judía más hermosa (Algaida, 2006), y supone que para crear el personaje de Melibea se inspiró en una mujer llamada Susana de Susón. Por su parte, Luis García Jambrina escribió varias novelas con tramas detectivescas en las que Rojas es el protagonista (El manuscrito de piedra, Alfaguara, 2008; El manuscrito de nieve, Alfaguara, 2010; El manuscrito de fuego, Espasa, 2018, El manuscrito de aire, Espasa, 2019; y El manuscrito de Niebla, Espasa, 2022).